# Lex Cassia agraria
A lex Cassia agraria ou Lei Agrária Cássia foi uma lex publica ou uma rogatio ("proposta de lei") defendida pelo cônsul Espúrio Cássio em 486 a.C.. No âmbito das tensões entre plebeus e patrícios, foi a primeira proposta de lex agraria em Roma.

## Lei
A questão da lei agrária foi apresenta por Espúrio Cássio, que aproveitou sua fama depois de celebrar um tiunfo, ainda que não tenha havia batalhas, sobre volscos e hérnicos, reconhecendo a estes últimos os mesmos direitos já reconhecidos para os latinos, entre os quais o direito à repartição das terras conquistadas depois desta mesma guerra.
Os patrícios imediatamente se colocaram contra, incluindo o colega de Cássio, o cônsul Próculo Vergínio Tricosto Rutilo, e Ápio Cláudio, que obstruíram os trabalhos para impedir que ela fosse colocada em votação. Eles, que temiam também a popularidade de Cássio se a lei fosse aprovada, argumentavam que a subdivisão das terras públicas entre todos os cidadãos seria uma recompensa indevida para os que nada fizeram e para os hérnicos, inimigos dos romanos de longa data.
A argumentação das duas facções acaloraram os dois partidos até que o tribuno Caio Rebúlio, intervindo num debate público, declarou ao cônsul Vergínio que sua oposição à lei derivava especialmente da distribuição das terras também para os hérnicos. Decidiu-se então colocar em votação a distribuição de terras entre os romanos, adiando o debate sobre a distribuição aos hérnicos e latinos.
No dia da votação, estava em Roma um grande número de latinos e hérnicos, o que provocou um temor entre os senadores de que a discussão poderia degringolar em uma revolta. Mas a votação foi precedida por um discurso de Ápio Cláudio, que, declarando-se sempre contrário à lei, propôs que se formasse uma comissão de dez senadores cujo objetivo seria decidir quais seriam as terras públicas que seriam vendidas e quais seriam alugadas para que, com os recursos, fosse financiada a campanha. A esta proposta seguiu-se uma outra, feita por Aulo Semprônio, pela qual seriam divididas com os aliados latinos e hérnicos somente as terras conquistadas depois do tratado mútuo de aliança, excluindo-se, portanto, as terras conquistadas por Roma antes do tratado. Na prática, para as guerras futuras, as terras seriam divididas em três partes iguais entre romanos, latinos e hérnicos.
Finalmente o Senado deliberou para que fosse nomeada a comissão com dez senadores, que se definisse quais terras seriam públicas e, depois, as partes a serem vendidas e as locadas. Os senadores seriam escolhidos pelos dois cônsules eleitos para o ano seguinte, o que não aconteceu, especialmente por causa da execução de Espúrio Cássio, idealizador e principal apoiador da lei.